# مظلة كبح
مظلة مرساة أو مظلة سحب (بالإنجليزية: Drogue parachute)‏ هي المظلة التي تنشر وتطلق من جسم متحرك بسرعة من أجل إبطاء وكبح سرعة ذلك الجسم، وتوفير مزيد من السيطرة والاستقرار. اخترعها الأيطالي جيوفاني أغستا في عام 1911، وطبق أستخدامها فعليا الروسي جليب كوتيلنيكوف في عام 1912.

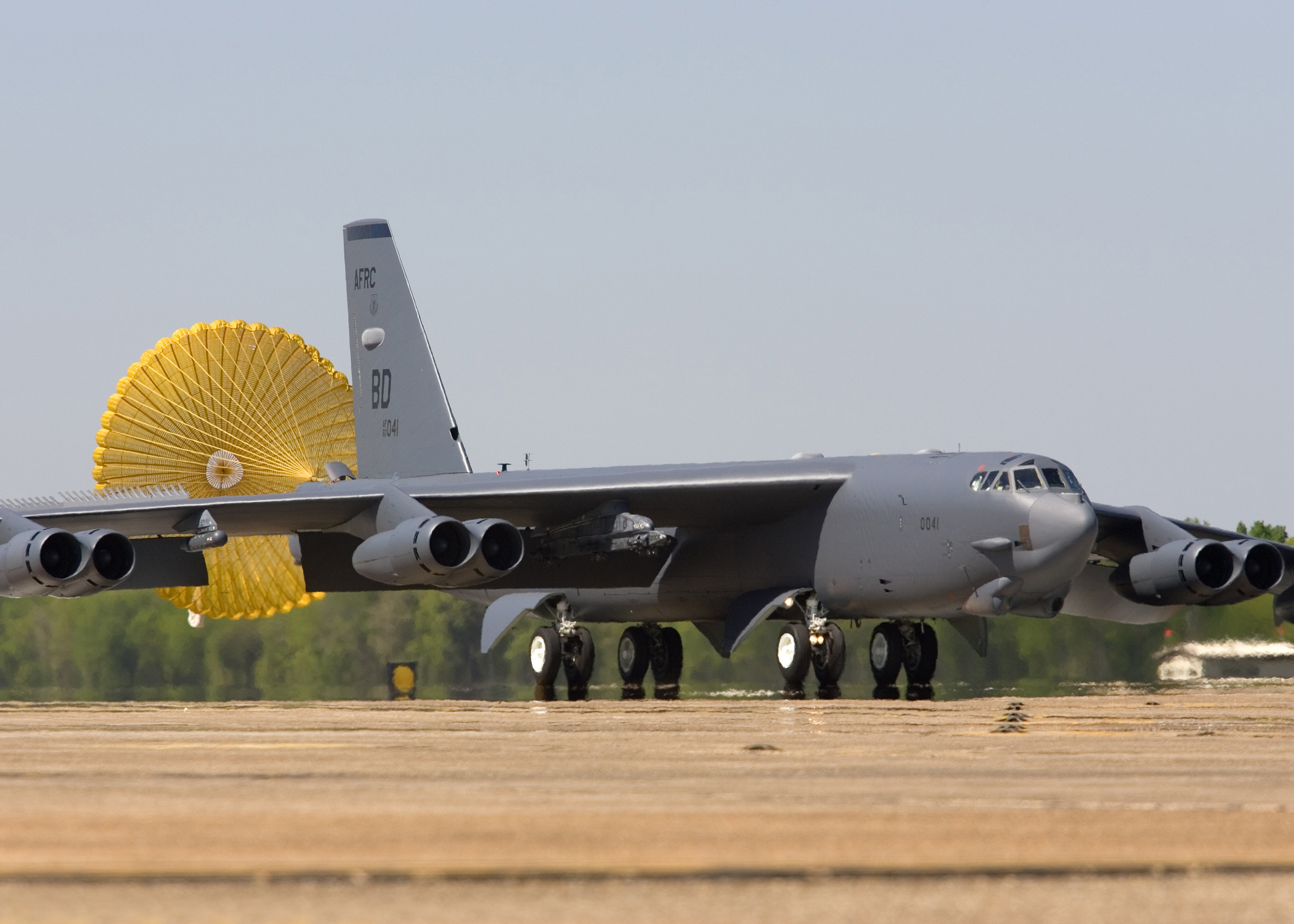
طائرة بي-52 ستراتوفورتريس من جناح القاذفات 307 خلال نشرها مظلة مرساة من أجل الهبوط

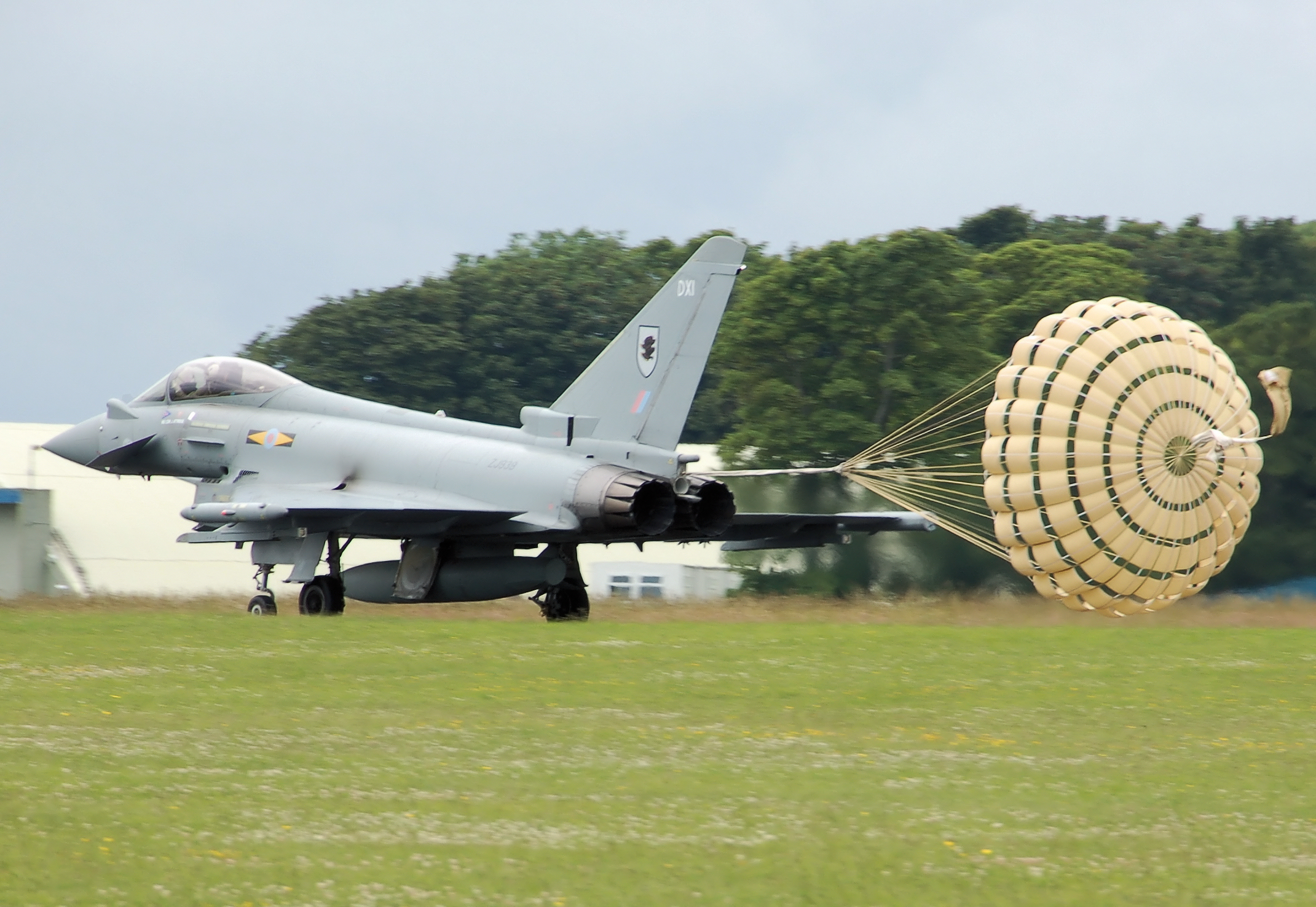
طائرة سلاح الجو الملكي من طراز تايفون تستخدم مظلة السحب لمزيد من الكبح الإضافي بعد الهبوط